# TransCreuse
 (janvier 2025).
TransCreuse est le réseau de transports en commun interurbain et départemental de la Creuse.

## Liste des lignes
Le réseau compte 12 lignes permanentes et 9 fonctionnant seulement en période scolaire.
À partir du 1er septembre 2023, les numéros des lignes évoluent afin de les harmoniser avec le réseau Nouvelle-Aquitaine.
| Ligne      | Caractéristiques | Caractéristiques                  | Caractéristiques                  | Caractéristiques                  | Caractéristiques                  | Caractéristiques                              | Caractéristiques                         | Caractéristiques                  | Caractéristiques                  |
| 280 (LR1)  | Auzances ⥋ Guéret | Auzances ⥋ Guéret                 | Auzances ⥋ Guéret                 | Auzances ⥋ Guéret                 | Auzances ⥋ Guéret                 | Auzances ⥋ Guéret                             | Auzances ⥋ Guéret                        | Auzances ⥋ Guéret                 | Auzances ⥋ Guéret                 |
| ---------- | --- | --------------------------------- | --------------------------------- | --------------------------------- | --------------------------------- | --------------------------------------------- | ---------------------------------------- | --------------------------------- | --------------------------------- |
| 280 (LR1)  | Ouverture / Fermeture — / — | Longueur 71,9 km                  | Durée 1:30 min                    | Nb. d’arrêts 13                   | Matériel car                      | Jours de fonctionnement L, Me, J, V           | Jour / Soir / Nuit / Fêtes O / — / N / N | Voy. / an —                       | Dépôt —                           |
| 280 (LR1)  | Desserte : - Communes desservies : • Auzances - Arfeuille Châtain - Mainsat - Saint-Priest - Peyrat-la-Nonière - Chénérailles - Saint-Pardoux-les-Cards - Lavaveix-les-Mines - Ahun - Guéret                                                                     |                                   |                                   |                                   |                                   |                                               |                                          |                                   |                                   |
| 280 (LR1)  | Autre : Circule en période scolaire uniquement. |                                   |                                   |                                   |                                   |                                               |                                          |                                   |                                   |
| 280 (LR1)  | Dernière actualisation : — |                                   |                                   |                                   |                                   |                                               |                                          |                                   |                                   |
| 250 (LR3)  | Saint-Sébastien ⥋ Guéret | Saint-Sébastien ⥋ Guéret          | Saint-Sébastien ⥋ Guéret          | Saint-Sébastien ⥋ Guéret          | Saint-Sébastien ⥋ Guéret          | Saint-Sébastien ⥋ Guéret                      | Saint-Sébastien ⥋ Guéret                 | Saint-Sébastien ⥋ Guéret          | Saint-Sébastien ⥋ Guéret          |
| 250 (LR3)  | Ouverture / Fermeture — / — | Longueur 59,3 km                  | Durée 1:35 min                    | Nb. d’arrêts 18                   | Matériel car                      | Jours de fonctionnement L, Ma, Me, J, V, S    | Jour / Soir / Nuit / Fêtes O / — / N / N | Voy. / an —                       | Dépôt —                           |
| 250 (LR3)  | Desserte : - Communes desservies : • Saint-Sébastien - Bazelat - Saint-Germain-Beaupré - Colondannes - Dun-le-Palestel - Saint-Sulpice-le-Dunois - La Celle-Dunoise - Bussière Dunoise - Saint-Vaury - Saint-Sulpice-le-Guérétois - Guéret                       |                                   |                                   |                                   |                                   |                                               |                                          |                                   |                                   |
| 250 (LR3)  | Autre : Circule toute l'année. |                                   |                                   |                                   |                                   |                                               |                                          |                                   |                                   |
| 250 (LR3)  | Dernière actualisation : — |                                   |                                   |                                   |                                   |                                               |                                          |                                   |                                   |
| 281 (LR4)  | Auzances ⥋ Ahun | Auzances ⥋ Ahun                   | Auzances ⥋ Ahun                   | Auzances ⥋ Ahun                   | Auzances ⥋ Ahun                   | Auzances ⥋ Ahun                               | Auzances ⥋ Ahun                          | Auzances ⥋ Ahun                   | Auzances ⥋ Ahun                   |
| 281 (LR4)  | Ouverture / Fermeture — / — | Longueur 68,1 km                  | Durée 1:40 min                    | Nb. d’arrêts 12                   | Matériel car                      | Jours de fonctionnement L, Ma, Me, J, V       | Jour / Soir / Nuit / Fêtes O / — / N / N | Voy. / an —                       | Dépôt —                           |
| 281 (LR4)  | Desserte : - Communes desservies : • Auzances - Rougnat - Fontanières - Saint-Julien-la-Genête - Evaux-les-Bains - Chambon-sur-Vouèze - Lussat - Gouzon - Chénérailles - Lavaveix-les-Mines - Ahun                                                               |                                   |                                   |                                   |                                   |                                               |                                          |                                   |                                   |
| 281 (LR4)  | Autre : Circule en période scolaire uniquement. |                                   |                                   |                                   |                                   |                                               |                                          |                                   |                                   |
| 281 (LR4)  | Dernière actualisation : — |                                   |                                   |                                   |                                   |                                               |                                          |                                   |                                   |
| 256 (LR5)  | Montluçon ⥋ Felletin | Montluçon ⥋ Felletin              | Montluçon ⥋ Felletin              | Montluçon ⥋ Felletin              | Montluçon ⥋ Felletin              | Montluçon ⥋ Felletin                          | Montluçon ⥋ Felletin                     | Montluçon ⥋ Felletin              | Montluçon ⥋ Felletin              |
| 256 (LR5)  | Ouverture / Fermeture — / — | Longueur 89,4 km                  | Durée 2:15 min                    | Nb. d’arrêts 18                   | Matériel car                      | Jours de fonctionnement L, Ma, Me, J, V       | Jour / Soir / Nuit / Fêtes O / — / N / N | Voy. / an —                       | Dépôt —                           |
| 256 (LR5)  | Desserte : - Communes desservies : • Montluçon - Prémilhat - Teillet-Argenty - Budelière - Evaux-les-Bains - Chambon-sur-Voueize - Saint-Julien-le-Châtel - Peyrat-la-Nonière - Saint-Domet - Champagnat - Saint-Amand - Aubusson - Moutier-Rozeilles - Felletin |                                   |                                   |                                   |                                   |                                               |                                          |                                   |                                   |
| 256 (LR5)  | Autre : Circule en période scolaire uniquement. |                                   |                                   |                                   |                                   |                                               |                                          |                                   |                                   |
| 256 (LR5)  | Dernière actualisation : — |                                   |                                   |                                   |                                   |                                               |                                          |                                   |                                   |
| 284 (LR6)  | Boussac ⥋ Bourganeuf | Boussac ⥋ Bourganeuf              | Boussac ⥋ Bourganeuf              | Boussac ⥋ Bourganeuf              | Boussac ⥋ Bourganeuf              | Boussac ⥋ Bourganeuf                          | Boussac ⥋ Bourganeuf                     | Boussac ⥋ Bourganeuf              | Boussac ⥋ Bourganeuf              |
| 284 (LR6)  | Ouverture / Fermeture — / — | Longueur 105,5 km                 | Durée 2:05 min                    | Nb. d’arrêts 15                   | Matériel car                      | Jours de fonctionnement L, Ma, Me, J, V       | Jour / Soir / Nuit / Fêtes O / — / N / N | Voy. / an —                       | Dépôt —                           |
| 284 (LR6)  | Desserte : - Communes desservies : • Boussac - Lavaufranche - Soumans - Lépaud - Chambon-sur-Voueize - Lussat - Gouzon - Chénérailles - Lavaveix-les-Mines - Ahun - La Chapelle-Saint-Martial - Pontarion - Bourganeuf                                           |                                   |                                   |                                   |                                   |                                               |                                          |                                   |                                   |
| 284 (LR6)  | Autre : Circule en période scolaire uniquement. |                                   |                                   |                                   |                                   |                                               |                                          |                                   |                                   |
| 284 (LR6)  | Dernière actualisation : — |                                   |                                   |                                   |                                   |                                               |                                          |                                   |                                   |
| 252 (LR8)  | Royère-de-Vassivière ⥋ Guéret | Royère-de-Vassivière ⥋ Guéret     | Royère-de-Vassivière ⥋ Guéret     | Royère-de-Vassivière ⥋ Guéret     | Royère-de-Vassivière ⥋ Guéret     | Royère-de-Vassivière ⥋ Guéret                 | Royère-de-Vassivière ⥋ Guéret            | Royère-de-Vassivière ⥋ Guéret     | Royère-de-Vassivière ⥋ Guéret     |
| 252 (LR8)  | Ouverture / Fermeture — / — | Longueur 71,7 km                  | Durée 1:20 min                    | Nb. d’arrêts 15                   | Matériel car                      | Jours de fonctionnement L, Ma, Me, J, V       | Jour / Soir / Nuit / Fêtes O / — / N / N | Voy. / an —                       | Dépôt —                           |
| 252 (LR8)  | Desserte : - Communes desservies : • Royère-de-Vassivière - Saint-Pierre-Bellevue - Saint-Pardoux-Morterolles - Faux-Mazuras - Saint-Dizier-Masbaraud - Bourganeuf - Pontarion - Sardent - Saint-Christophe - La Chapelle-Taillefert - Guéret                    |                                   |                                   |                                   |                                   |                                               |                                          |                                   |                                   |
| 252 (LR8)  | Autre : Circule en période scolaire uniquement. |                                   |                                   |                                   |                                   |                                               |                                          |                                   |                                   |
| 252 (LR8)  | Dernière actualisation : — |                                   |                                   |                                   |                                   |                                               |                                          |                                   |                                   |
| 213 (LR9)  | La Souterraine ⥋ Guéret | La Souterraine ⥋ Guéret           | La Souterraine ⥋ Guéret           | La Souterraine ⥋ Guéret           | La Souterraine ⥋ Guéret           | La Souterraine ⥋ Guéret                       | La Souterraine ⥋ Guéret                  | La Souterraine ⥋ Guéret           | La Souterraine ⥋ Guéret           |
| 213 (LR9)  | Ouverture / Fermeture — / — | Longueur 76,5 km                  | Durée 1:15 min                    | Nb. d’arrêts 12                   | Matériel car                      | Jours de fonctionnement L, Ma, Me, J, V       | Jour / Soir / Nuit / Fêtes O / — / N / N | Voy. / an —                       | Dépôt —                           |
| 213 (LR9)  | Desserte : - Communes desservies : • La Souterraine - Noth - Fleurat - Le Grand-Bourg - Saint-Vaury - Guéret |                                   |                                   |                                   |                                   |                                               |                                          |                                   |                                   |
| 213 (LR9)  | Autre : Circule en période scolaire uniquement. |                                   |                                   |                                   |                                   |                                               |                                          |                                   |                                   |
| 213 (LR9)  | Dernière actualisation : — |                                   |                                   |                                   |                                   |                                               |                                          |                                   |                                   |
| 253 (LR10) | Aigurande ⥋ Guéret | Aigurande ⥋ Guéret                | Aigurande ⥋ Guéret                | Aigurande ⥋ Guéret                | Aigurande ⥋ Guéret                | Aigurande ⥋ Guéret                            | Aigurande ⥋ Guéret                       | Aigurande ⥋ Guéret                | Aigurande ⥋ Guéret                |
| 253 (LR10) | Ouverture / Fermeture — / — | Longueur 49,8 km                  | Durée 1:05 min                    | Nb. d’arrêts 16                   | Matériel car                      | Jours de fonctionnement L, Ma, Me, J, V, S    | Jour / Soir / Nuit / Fêtes O / — / N / N | Voy. / an —                       | Dépôt —                           |
| 253 (LR10) | Desserte : - Communes desservies : • Aigurande - Lourdoueix Saint-Pierre - Chéniers - Le Bourg d'Hem - Bonnat - Champsanglard - Jouillat - Glénic - Saint-Fiel - Guéret                                                                                          |                                   |                                   |                                   |                                   |                                               |                                          |                                   |                                   |
| 253 (LR10) | Autre : Circule en période scolaire uniquement. |                                   |                                   |                                   |                                   |                                               |                                          |                                   |                                   |
| 253 (LR10) | Dernière actualisation : — |                                   |                                   |                                   |                                   |                                               |                                          |                                   |                                   |
| 211 (LR11) | La Souterraine ⥋ Bourganeuf | La Souterraine ⥋ Bourganeuf       | La Souterraine ⥋ Bourganeuf       | La Souterraine ⥋ Bourganeuf       | La Souterraine ⥋ Bourganeuf       | La Souterraine ⥋ Bourganeuf                   | La Souterraine ⥋ Bourganeuf              | La Souterraine ⥋ Bourganeuf       | La Souterraine ⥋ Bourganeuf       |
| 211 (LR11) | Ouverture / Fermeture — / — | Longueur 55,5 km                  | Durée 1:10 min                    | Nb. d’arrêts 12                   | Matériel car                      | Jours de fonctionnement L, Ma, Me, J, V, D    | Jour / Soir / Nuit / Fêtes O / — / N / N | Voy. / an —                       | Dépôt —                           |
| 211 (LR11) | Desserte : - Communes desservies : • La Souterraine - Fursac - Chamborand - Le Grand-Bourg - Bénévent-l'Abbaye - Mourioux-Vieilleville - Aulon - Saint-Dizier-Masbaraud - Bourganeuf                                                                             |                                   |                                   |                                   |                                   |                                               |                                          |                                   |                                   |
| 211 (LR11) | Autre : Circule en période scolaire uniquement. |                                   |                                   |                                   |                                   |                                               |                                          |                                   |                                   |
| 211 (LR11) | Dernière actualisation : — |                                   |                                   |                                   |                                   |                                               |                                          |                                   |                                   |
| 250 (LR3)  | Saint-Sébastien ⥋ Guéret | Saint-Sébastien ⥋ Guéret          | Saint-Sébastien ⥋ Guéret          | Saint-Sébastien ⥋ Guéret          | Saint-Sébastien ⥋ Guéret          | Saint-Sébastien ⥋ Guéret                      | Saint-Sébastien ⥋ Guéret                 | Saint-Sébastien ⥋ Guéret          | Saint-Sébastien ⥋ Guéret          |
| 250 (LR3)  | Ouverture / Fermeture — / — | Longueur 59,3 km                  | Durée 1:35 min                    | Nb. d’arrêts 18                   | Matériel car                      | Jours de fonctionnement L, Ma, Me, J, V, S    | Jour / Soir / Nuit / Fêtes O / — / N / N | Voy. / an —                       | Dépôt —                           |
| 250 (LR3)  | Desserte : - Communes desservies : • Saint-Sébastien - Bazelat - Saint-Germain-Beaupré - Colondannes - Dun-le-Palestel - Saint-Sulpice-le-Dunois - La Celle-Dunoise - Bussière Dunoise - Saint-Vaury - Saint-Sulpice-le-Guérétois - Guéret                       |                                   |                                   |                                   |                                   |                                               |                                          |                                   |                                   |
| 250 (LR3)  | Autre : Circule en période scolaire uniquement. |                                   |                                   |                                   |                                   |                                               |                                          |                                   |                                   |
| 250 (LR3)  | Dernière actualisation : — |                                   |                                   |                                   |                                   |                                               |                                          |                                   |                                   |
| 212 (LR12) | Aigurande ⥋ La Souterraine | Aigurande ⥋ La Souterraine        | Aigurande ⥋ La Souterraine        | Aigurande ⥋ La Souterraine        | Aigurande ⥋ La Souterraine        | Aigurande ⥋ La Souterraine                    | Aigurande ⥋ La Souterraine               | Aigurande ⥋ La Souterraine        | Aigurande ⥋ La Souterraine        |
| 212 (LR12) | Ouverture / Fermeture — / — | Longueur —                        | Durée —                           | Nb. d’arrêts 14                   | Matériel car                      | Jours de fonctionnement L, Ma, Me, J, V, D    | Jour / Soir / Nuit / Fêtes O / — / N / N | Voy. / an —                       | Dépôt —                           |
| 212 (LR12) | Desserte : - Communes desservies : • Aigurande - Lourdoueix St Pierre - Chambon Ste Croix - La Celle-Dunoise - Saint-Sulpice-le-Dunois - Dun-le-Palestel - Colondannes - Saint-Léger-Bridereix - Saint-Agnant-de-Versillat - La Souterraine                      |                                   |                                   |                                   |                                   |                                               |                                          |                                   |                                   |
| 212 (LR12) | Autre : Circule en période scolaire uniquement. |                                   |                                   |                                   |                                   |                                               |                                          |                                   |                                   |
| 212 (LR12) | Dernière actualisation : — |                                   |                                   |                                   |                                   |                                               |                                          |                                   |                                   |
| 282 (LR14) | Auzances ⥋ Felletin | Auzances ⥋ Felletin               | Auzances ⥋ Felletin               | Auzances ⥋ Felletin               | Auzances ⥋ Felletin               | Auzances ⥋ Felletin                           | Auzances ⥋ Felletin                      | Auzances ⥋ Felletin               | Auzances ⥋ Felletin               |
| 282 (LR14) | Ouverture / Fermeture — / — | Longueur 44 km                    | Durée 0,55 min                    | Nb. d’arrêts 9                    | Matériel car                      | Jours de fonctionnement L, Ma, Me, J, V       | Jour / Soir / Nuit / Fêtes O / — / N / N | Voy. / an —                       | Dépôt —                           |
| 282 (LR14) | Desserte : - Communes desservies : • Auzances - Le Compas - Bussière-Nouvelle - Lupersat - Bellegarde-en-Marche - Aubusson - Felletin |                                   |                                   |                                   |                                   |                                               |                                          |                                   |                                   |
| 282 (LR14) | Autre : Circule en période scolaire uniquement. |                                   |                                   |                                   |                                   |                                               |                                          |                                   |                                   |
| 282 (LR14) | Dernière actualisation : — |                                   |                                   |                                   |                                   |                                               |                                          |                                   |                                   |
| 285 (LR15) | Faux-la-Montagne ⥋ Aubusson | Faux-la-Montagne ⥋ Aubusson       | Faux-la-Montagne ⥋ Aubusson       | Faux-la-Montagne ⥋ Aubusson       | Faux-la-Montagne ⥋ Aubusson       | Faux-la-Montagne ⥋ Aubusson                   | Faux-la-Montagne ⥋ Aubusson              | Faux-la-Montagne ⥋ Aubusson       | Faux-la-Montagne ⥋ Aubusson       |
| 285 (LR15) | Ouverture / Fermeture — / — | Longueur 51,3 km                  | Durée 1:10 min                    | Nb. d’arrêts 12                   | Matériel car                      | Jours de fonctionnement L, Ma, Me, J, V       | Jour / Soir / Nuit / Fêtes O / — / N / N | Voy. / an —                       | Dépôt —                           |
| 285 (LR15) | Desserte : - Communes desservies : • Faux-la-Montagne - Gentioux-Pigerolles - La Nouaille - Saint-Quentin-la-Chabanne - Felletin - Moutier-Rozeille - Aubusson                                                                                                   |                                   |                                   |                                   |                                   |                                               |                                          |                                   |                                   |
| 285 (LR15) | Autre : Circule en période scolaire uniquement. |                                   |                                   |                                   |                                   |                                               |                                          |                                   |                                   |
| 285 (LR15) | Dernière actualisation : — |                                   |                                   |                                   |                                   |                                               |                                          |                                   |                                   |
| 254 (LR16) | Montluçon ⥋ Guéret | Montluçon ⥋ Guéret                | Montluçon ⥋ Guéret                | Montluçon ⥋ Guéret                | Montluçon ⥋ Guéret                | Montluçon ⥋ Guéret                            | Montluçon ⥋ Guéret                       | Montluçon ⥋ Guéret                | Montluçon ⥋ Guéret                |
| 254 (LR16) | Ouverture / Fermeture — / — | Longueur 110,6 km                 | Durée 1:35 min                    | Nb. d’arrêts 15                   | Matériel car                      | Jours de fonctionnement L, Ma, Me, J, V       | Jour / Soir / Nuit / Fêtes O / — / N / N | Voy. / an —                       | Dépôt —                           |
| 254 (LR16) | Desserte : - Communes desservies : • Montluçon - Quinssaines - Lamaids - Nouhant - Auge - Bord-Saint-Georges - Evaux-les-Bains - Chambon-sur-Voueize - Lussat - Gouzon - Parsac-Rimondeix - Pionnat - Ajain - Guéret                                             |                                   |                                   |                                   |                                   |                                               |                                          |                                   |                                   |
| 254 (LR16) | Autre : Circule en période scolaire uniquement. |                                   |                                   |                                   |                                   |                                               |                                          |                                   |                                   |
| 254 (LR16) | Dernière actualisation : — |                                   |                                   |                                   |                                   |                                               |                                          |                                   |                                   |
| 251 (LR17) | Felletin ⥋ Guéret | Felletin ⥋ Guéret                 | Felletin ⥋ Guéret                 | Felletin ⥋ Guéret                 | Felletin ⥋ Guéret                 | Felletin ⥋ Guéret                             | Felletin ⥋ Guéret                        | Felletin ⥋ Guéret                 | Felletin ⥋ Guéret                 |
| 251 (LR17) | Ouverture / Fermeture — / — | Longueur 61,3 km                  | Durée 1:20 min                    | Nb. d’arrêts 14                   | Matériel car                      | Jours de fonctionnement L, Ma, Me, J, V       | Jour / Soir / Nuit / Fêtes O / — / N / N | Voy. / an —                       | Dépôt —                           |
| 251 (LR17) | Desserte : - Communes desservies : • Felletin - Moutier-Rozeille - Aubusson - Saint-Médard-la-Rochette - Lavaveix-les-Mines - Moutier d'Ahun - Ahun - Saint-Hilaire-la-Plaine - La Saunière - Sainte-Feyre - Guéret                                              |                                   |                                   |                                   |                                   |                                               |                                          |                                   |                                   |
| 251 (LR17) | Autre : Circule en période scolaire uniquement. |                                   |                                   |                                   |                                   |                                               |                                          |                                   |                                   |
| 251 (LR17) | Dernière actualisation : — |                                   |                                   |                                   |                                   |                                               |                                          |                                   |                                   |
| 286 (LR18) | Chénérailles ⥋ Guéret | Chénérailles ⥋ Guéret             | Chénérailles ⥋ Guéret             | Chénérailles ⥋ Guéret             | Chénérailles ⥋ Guéret             | Chénérailles ⥋ Guéret                         | Chénérailles ⥋ Guéret                    | Chénérailles ⥋ Guéret             | Chénérailles ⥋ Guéret             |
| 286 (LR18) | Ouverture / Fermeture — / — | Longueur 36,2 km                  | Durée 0:45 min                    | Nb. d’arrêts 11                   | Matériel car                      | Jours de fonctionnement L, Ma, Me, J, V       | Jour / Soir / Nuit / Fêtes O / — / N / N | Voy. / an —                       | Dépôt —                           |
| 286 (LR18) | Desserte : - Communes desservies : • Chénérailles - Cressat - Jarnages - Vigeville - Pionnat - Saint-Laurent - Guéret |                                   |                                   |                                   |                                   |                                               |                                          |                                   |                                   |
| 286 (LR18) | Autre : Circule en période scolaire uniquement. |                                   |                                   |                                   |                                   |                                               |                                          |                                   |                                   |
| 286 (LR18) | Dernière actualisation : — |                                   |                                   |                                   |                                   |                                               |                                          |                                   |                                   |
| 255 (LR19) | Saint-Sulpice-les-Champs ⥋ Guéret | Saint-Sulpice-les-Champs ⥋ Guéret | Saint-Sulpice-les-Champs ⥋ Guéret | Saint-Sulpice-les-Champs ⥋ Guéret | Saint-Sulpice-les-Champs ⥋ Guéret | Saint-Sulpice-les-Champs ⥋ Guéret             | Saint-Sulpice-les-Champs ⥋ Guéret        | Saint-Sulpice-les-Champs ⥋ Guéret | Saint-Sulpice-les-Champs ⥋ Guéret |
| 255 (LR19) | Ouverture / Fermeture — / — | Longueur 49,7 km                  | Durée 1:30 min                    | Nb. d’arrêts 16                   | Matériel car                      | Jours de fonctionnement L, Ma, Me, J, V       | Jour / Soir / Nuit / Fêtes O / — / N / N | Voy. / an —                       | Dépôt —                           |
| 255 (LR19) | Desserte : - Communes desservies : • Saint-Sulpice-les-Champs - Saint-Georges-la-Pouge - Le Donzeil - La Chapelle Saint-Martial - Maisonnisses - Lépinas - Saint-Yrieix-les-Bois - Peyrabout - La Saunière - Sainte-Feyre - Guéret                               |                                   |                                   |                                   |                                   |                                               |                                          |                                   |                                   |
| 255 (LR19) | Autre : Circule en période scolaire uniquement. |                                   |                                   |                                   |                                   |                                               |                                          |                                   |                                   |
| 255 (LR19) | Dernière actualisation : — |                                   |                                   |                                   |                                   |                                               |                                          |                                   |                                   |
| 283 (LR21) | Mérinchal ⥋ Aubusson | Mérinchal ⥋ Aubusson              | Mérinchal ⥋ Aubusson              | Mérinchal ⥋ Aubusson              | Mérinchal ⥋ Aubusson              | Mérinchal ⥋ Aubusson                          | Mérinchal ⥋ Aubusson                     | Mérinchal ⥋ Aubusson              | Mérinchal ⥋ Aubusson              |
| 283 (LR21) | Ouverture / Fermeture — / — | Longueur 46,8 km                  | Durée 1:10 min                    | Nb. d’arrêts 11                   | Matériel car                      | Jours de fonctionnement L, Ma, Me, J, V       | Jour / Soir / Nuit / Fêtes O / — / N / N | Voy. / an —                       | Dépôt —                           |
| 283 (LR21) | Desserte : - Communes desservies : • Mérinchal - La Villeneuve - Basville - Crocq - Saint-Pardoux d'Arnet - La Villetelle - Saint-Avit-de-Tardes - Saint-Pardoux-le-Neuf - Aubusson                                                                              |                                   |                                   |                                   |                                   |                                               |                                          |                                   |                                   |
| 283 (LR21) | Autre : Circule en période scolaire uniquement. |                                   |                                   |                                   |                                   |                                               |                                          |                                   |                                   |
| 283 (LR21) | Dernière actualisation : — |                                   |                                   |                                   |                                   |                                               |                                          |                                   |                                   |
| 257 (R12)  | Montluçon ⥋ Ussel | Montluçon ⥋ Ussel                 | Montluçon ⥋ Ussel                 | Montluçon ⥋ Ussel                 | Montluçon ⥋ Ussel                 | Montluçon ⥋ Ussel                             | Montluçon ⥋ Ussel                        | Montluçon ⥋ Ussel                 | Montluçon ⥋ Ussel                 |
| 257 (R12)  | Ouverture / Fermeture — / — | Longueur —                        | Durée 3:03 min                    | Nb. d’arrêts 17                   | Matériel car                      | Jours de fonctionnement L, Ma, Me, J, V, S, D | Jour / Soir / Nuit / Fêtes O / — / O / O | Voy. / an —                       | Dépôt —                           |
| 257 (R12)  | Desserte : - Communes desservies : • Montluçon, Budelière, Chambon-sur-Voueize, Evaux-les-Bains, Fontanières, Rougnat, Auzances, Le Compas, Saint Bard, Crocq, Flayat, Saint-Merd-la-Breuille, Eygurande, Merlines, Ussel                                        |                                   |                                   |                                   |                                   |                                               |                                          |                                   |                                   |
| 257 (R12)  | Autre : Circule toutes l'année |                                   |                                   |                                   |                                   |                                               |                                          |                                   |                                   |
| 257 (R12)  | Dernière actualisation : — |                                   |                                   |                                   |                                   |                                               |                                          |                                   |                                   |
| 258 (R13)  | Montluçon ⥋ Ussel | Montluçon ⥋ Ussel                 | Montluçon ⥋ Ussel                 | Montluçon ⥋ Ussel                 | Montluçon ⥋ Ussel                 | Montluçon ⥋ Ussel                             | Montluçon ⥋ Ussel                        | Montluçon ⥋ Ussel                 | Montluçon ⥋ Ussel                 |
| 258 (R13)  | Ouverture / Fermeture — / — | Longueur —                        | Durée 2:38 min                    | Nb. d’arrêts 29                   | Matériel car                      | Jours de fonctionnement L, Ma, Me, J, V, S, D | Jour / Soir / Nuit / Fêtes O / — / O / O | Voy. / an —                       | Dépôt —                           |
| 258 (R13)  | Desserte : - Communes desservies : • Montluçon, Gouzon, Chénérailles, Issoudun Letrieix, Aubusson, Moutier-Rozeille, Felletin, Croze, Clairavaux, Le Mas d'Artiges, La Courtine, Saint-Rémy, Saint-Pardoux-le-Vieux, Lignareix, Ussel                            |                                   |                                   |                                   |                                   |                                               |                                          |                                   |                                   |
| 258 (R13)  | Autre : Circule toute l'année |                                   |                                   |                                   |                                   |                                               |                                          |                                   |                                   |
| 258 (R13)  | Dernière actualisation : — |                                   |                                   |                                   |                                   |                                               |                                          |                                   |                                   |
| 210 (R15)  | La Souterraine ⥋ Felletin | La Souterraine ⥋ Felletin         | La Souterraine ⥋ Felletin         | La Souterraine ⥋ Felletin         | La Souterraine ⥋ Felletin         | La Souterraine ⥋ Felletin                     | La Souterraine ⥋ Felletin                | La Souterraine ⥋ Felletin         | La Souterraine ⥋ Felletin         |
| 210 (R15)  | Ouverture / Fermeture — / — | Longueur —                        | Durée 2:05 min                    | Nb. d’arrêts 19                   | Matériel car                      | Jours de fonctionnement L, Ma, Me, J, V, S, D | Jour / Soir / Nuit / Fêtes O / — / O / O | Voy. / an —                       | Dépôt —                           |
| 210 (R15)  | Desserte : - Communes desservies : • La Souterraine, Le-Trois-et-Demi, Saint-Vaury, Guéret, La Saunière, Ahun, Lavaveix-les-Mines, Saint-Martial-le-Mont, Saint-Médard-la-Rochette, Aubusson, Moutier-Rozeille, Felletin                                         |                                   |                                   |                                   |                                   |                                               |                                          |                                   |                                   |
| 210 (R15)  | Autre : Circule toute l'année |                                   |                                   |                                   |                                   |                                               |                                          |                                   |                                   |
| 210 (R15)  | Dernière actualisation : — |                                   |                                   |                                   |                                   |                                               |                                          |                                   |                                   |
| 259 (R17)  | Felletin ⥋ Clermont-Ferrand | Felletin ⥋ Clermont-Ferrand       | Felletin ⥋ Clermont-Ferrand       | Felletin ⥋ Clermont-Ferrand       | Felletin ⥋ Clermont-Ferrand       | Felletin ⥋ Clermont-Ferrand                   | Felletin ⥋ Clermont-Ferrand              | Felletin ⥋ Clermont-Ferrand       | Felletin ⥋ Clermont-Ferrand       |
| 259 (R17)  | Ouverture / Fermeture — / — | Longueur —                        | Durée 2:30 min                    | Nb. d’arrêts 18                   | Matériel car                      | Jours de fonctionnement L, Ma, Me, J, V, S, D | Jour / Soir / Nuit / Fêtes O / — / O / O | Voy. / an —                       | Dépôt —                           |
| 259 (R17)  | Desserte : - Communes desservies : • Felletin, Moutier-Rozeille, Aubusson, La Villetelle, La Villeneuve, Mérinchal, Saint-Avit, Pontaumur, Bromont-Lamothe, Pontgibaud, Saint-Ours, Clermont-Ferrand                                                             |                                   |                                   |                                   |                                   |                                               |                                          |                                   |                                   |
| 259 (R17)  | Autre : Circule toute l'année |                                   |                                   |                                   |                                   |                                               |                                          |                                   |                                   |
| 259 (R17)  | Dernière actualisation : — |                                   |                                   |                                   |                                   |                                               |                                          |                                   |                                   |